# ビューティフル・ボーイ (2003年の映画)
『ビューティフル・ボーイ』（タイ語: บิวตี้ฟูล บ๊อกเซอร์、英語: Beautiful Boxer）は、2003年のタイのスポーツ伝記映画。監督・脚本はエカチャイ・ウアクロンタム、出演はアッサニー・スワンとソーラポン・チャートリーなど。実在のトランスジェンダーのムエタイ選手であるパリンヤー・ジャルーンポンの半生を描いている。主演のアッサニー・スワンは元プロのムエタイ・チャンピオン選手であり、また実際にパリンヤーと対戦したことのある女子プロレスラー、井上京子が本人役で出演している。
ニューハーフのミスコンが行われているタイではあるが、当時はニューハーフを「第三の性」と認めていなかった。
物語のモデルとなったパリンヤー・ジャルーンポンは、その後、ニューハーフの女優になり、男から女になって、「妹」として姉と暮らし、女性にムエタイを教えている。

## キャスト
- トゥム: アッサニー・スワン（フランス語版）
- コーチ: ソーラポン・チャートリー（タイ語版）
- トゥムの母親: オラノン・パンヤウォン（タイ語版）
- 井上京子: 本人

## 作品の評価
Rotten Tomatoesによれば、批評家の一致した見解は「『ビューティフル・ボーイ』はボクシングとアイデンティティ・ポリティクスを融合させて、誇張されてはいるが、自己発見を印象的に描写している。」であり、35件の評論のうち高評価は83%にあたる29件で、平均点は10点満点中6.9点となっている。
Metacriticによれば、14件の評論のうち、高評価は11件、賛否混在は3件、低評価はなく、平均点は100点満点中66点となっている。